# توماس رودس
توماس رودس (13 أغسطس 1874 في المملكة المتحدة - 26 مايو 1936 في المملكة المتحدة) (بالإنجليزية: Thomas Rhodes)‏ هو لاعب كريكت بريطاني (وحمل سابقاً جنسية المملكة المتحدة لبريطانيا العظمى وأيرلندا). لعب مع نادي مقاطعة ورسسترشاير للكريكيت ‏ ونادي وارويكشاير للكريكيت ‏.

## وصلات خارجية
- توماس رودس على موقع إي آس بي آن كريك إنفو (الإنجليزية)